# 1. Buch der Makkabäer
| Geschichtsbücher des Alten Testaments |
| --- |
| - Pentateuch - Buch Josua - Buch der Richter - Buch Rut - 1. Buch Samuel - 2. Buch Samuel - 1. Buch der Könige - 2. Buch der Könige - 1. Buch der Chronik - 2. Buch der Chronik - Buch Esra - Buch Nehemia - Buch Tobit - Buch Judit - Buch Ester - Stücke zum Buch Ester - 1. Buch der Makkabäer - 2. Buch der Makkabäer |
| Namen nach dem ÖVBE Eingerückt: Deuterokanonisch (katholisch und orthodox) bzw. Apokryphen (evangelisch) |

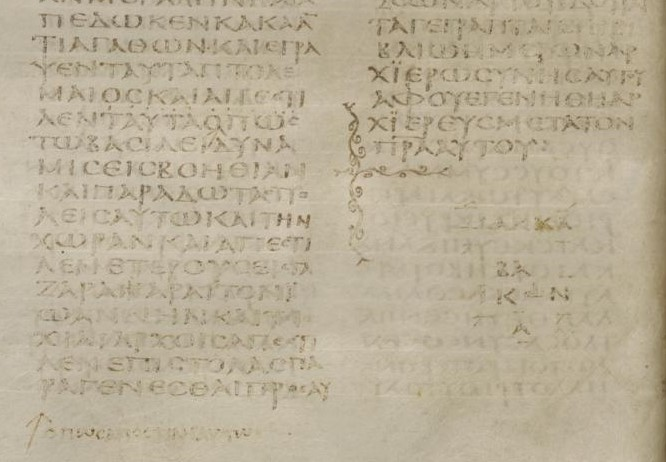
Ende des 1. Makkabäerbuchs im Codex Sinaiticus, 4. Jahrhundert, mit Coronis (gekreuzten Zierlinien) und Buchtitel μακκαβαϊκων Α (British Library, Add MS 43725, fol. 33 v.)

Das erste Buch der Makkabäer (altgriechisch Μακ[κ]αβαίων/Μακκαβαϊῶν αʹ/πρῶτον, τα Μακκαβαΐκα (πραγματα), Σαρβηθσαβαναιελ, abgekürzt 1 Makk) gehört zu den Spätschriften des Alten Testaments. Es wurde ursprünglich entweder auf Hebräisch oder Aramäisch geschrieben, ist aber nur in griechischer Fassung erhalten. Das Werk schildert den Aufstieg der Herrscherfamilie der Hasmonäer (oder Makkabäer), denen der Verfasser sehr nahesteht. Die heutige Forschung sieht darin fast konsensual pro-hasmonäische Propaganda; die Historizität der berichteten Ereignisse wird besonders dort in Frage gestellt, wo die Handlung nach Vorbildern in der Hebräischen Bibel stilisiert ist. Inhaltlich bestimmt den Text, dass Judäa unter Führung der Hasmonäer parallel zum Niedergang des Seleukidenreichs in wechselvollen Kämpfen seine Unabhängigkeit erringt. Die hasmonäischen Brüder Jonatan Apphus und Simon Thassi wurden von seleukidischen Herrschern in ihren Ämtern (auch im Hohepriesteramt) bestätigt und in die seleukidische Verwaltung integriert, womit die seleukidische Oberherrschaft von den Hasmonäern implizit anerkannt wurde. Das Geschichtsbild ist der deuteronomistischen Schule verpflichtet; kennzeichnend ist, dass zentrale Passagen durch poetische Sprache hervorgehoben werden.
Das jüdische Fest Chanukka nimmt auf Ereignisse Bezug, die im ersten Buch der Makkabäer geschildert werden (die Altarweihe und die Etablierung eines alljährlichen Gedenkfestes in 1 Makk 4,52–59 ); trotzdem hat das Werk im Judentum keinen kanonischen Rang, ebenso wenig wie in den Kirchen der Reformation oder in der Russisch-Orthodoxen Kirche.

## Verfasser, Abfassungszeit und -ort

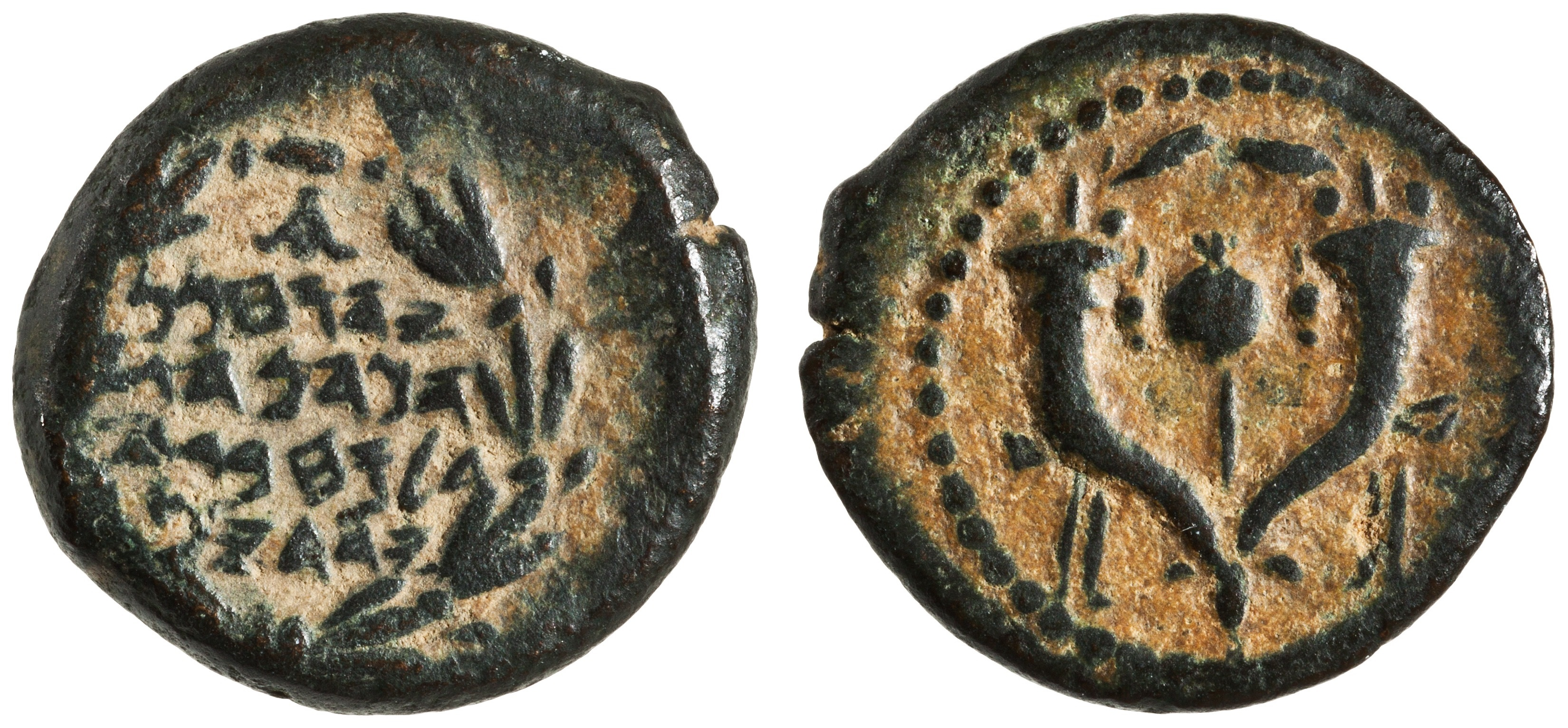
Bronzemünze des Johannes Hyrkanos I. Zu seiner Regierungszeit wurde das 1. Makkabäerbuch verfasst, das die Herrschaft seiner Familie begründen sollte.

Der Verfasser des 1. Makkabäerbuchs schrieb nach dem Regierungsantritt des Johannes Hyrkanos I. (Terminus post quem: 135/34 v. Chr.). Die ungebrochen positive Darstellung Roms macht sehr wahrscheinlich, dass das Werk vor dem Auftreten des Pompeius in Jerusalem verfasst wurde (Terminus ante quem: 63 v. Chr.). Nach Meinung von Helmut Engel ist eine Abfassung am Ende der Regierung Johannes Hyrkanos’ I. oder zu Beginn der Regierung des Alexander Jannäus anzunehmen, also um 100 v. Chr. Johannes Christian Bernhardt befürwortet eine Entstehung in den ersten Regierungsjahren Johannes Hyrkanos’ I. um 130 v. Chr. Als Abfassungsort ist Jerusalem wahrscheinlich. Die Übersetzung ins Griechische erfolgte kurz darauf, wahrscheinlich ebenfalls in Judäa.

## Hebräisches oder aramäisches Original
Das erste Makkabäerbuch wurde ursprünglich auf Hebräisch oder Aramäisch verfasst. Dieses Original ist heute verloren, war aber den altkirchlichen Autoren Origenes und Hieronymus noch bekannt. Gegen Aramäisch und für Hebräisch spricht die Häufigkeit hebraisierender Satzkonstruktionen und die sprachliche Nähe zu Tora und Neviim, um die sich der Verfasser immer wieder bemüht.
Origenes transkribierte den originalen Titel in das Griechische als Σαρβηθσαβαναιελ Sarbēthsabanaiel. Es gibt verschiedene Vorschläge, welche hebräischen oder aramäischen Worte dahinter stehen könnten und wie der Titel zu übersetzen ist:
- „Buch des Hauses Haschmonai“ (Gustaf Dalman);
- „Buch der Dynastie der Gottesstreiter“ (Jonathan A. Goldstein);
- [Buch über den] „Aufstand des Gottesheeres“ (Félix-Marie Abel);
- [Buch über den] „Fürsten des Hauses Gottes“, nämlich Simon Makkabäus, vergleiche 1 Makk 14,47 EU (Klaus-Dietrich Schunck);
- [Buch über den] „Fürsten des Hauses der Söhne des Tapferen“ (Werner Dommershausen).

## Makkabäer und Hasmonäer
Die Hauptperson Judas Makkabaios trägt nach damaliger Sitte wie alle seine Brüder einen Beinamen (Jonatan: Apphus; Simon: Thassi). Die Deutung von griechisch Μακκαβαίος Makkabaíos ist unklar. Zugrunde liegt der aramäische Name מקבא Maqqabai, der mit hebräisch מקבת maqqævæt „Hammer“ zusammenhängt. Aufgrund welcher Eigenschaften Judas als „hammerartig“ oder „Hämmerer“ bezeichnet wurde, ist unbekannt. Eine weitere Deutung erwägt Stephanie von Dobbeler: Der Name sei ein Akronym M-K-B-J von hebräisch מִֽי־כָמֹ֤כָה בָּֽאֵלִם֙ יְהוָ֔ה mî khāmokhāh bā’elim jhwh „Wer ist dir gleich unter den Mächtigen, JHWH?“ (Ex 15,11 ). Für Michael Tilly ist die Deutung als Akronym „als spekulativ abzulehnen“. Als der Beiname des Judas (Singular) nachträglich auch auf andere Familienmitglieder übertragen wurde, wurde er als Plural aufgefasst: die Makkabäer. Das ist bei dem Buchtitel der in christlicher Zeit entstandenen Septuaginta-Codices vorausgesetzt.
Während die Bezeichnung der Dynastie als Makkabäer also von einem Beinamen des Judas ausgeht, greift der Name Hasmonäer weiter in die Vergangenheit zurück; der Jerusalemer Priester Haschmonai, griechisch Ἀσαμωναίος Asamōnaíos, war (nach Flavius Josephus) der Großvater des Judas Makkabäus und seiner Brüder beziehungsweise der Vater des Landpriesters Mattatias. Josephus scheint die Bezeichnung Makkabäer nicht zu kennen. Folker Siegert fasst zusammen: Von Makkabäern im Plural sprechen ausschließlich christliche Texte. „Jüdische Quellen nennen nur Judas Makkabäus selbst mit diesem Namen, seine Familie jedoch ‚Hasmonäer‘; so auch die Geschichtsschreibung seither.“

## Vier Makkabäerbücher
Das griechische Alte Testament (Septuaginta) enthält vier verschiedenartige, ursprünglich selbständige Schriften, die als Makkabäerbücher betitelt werden; nur das 1. Buch der Makkabäer wurde ursprünglich hebräisch/aramäisch geschrieben, die übrigen entstanden griechisch:
- 1. Buch der Makkabäer: Hasmonäische Hofgeschichtsschreibung, erzählt die militärischen Erfolge im Kampf gegen die Seleukiden und den Aufstieg der Dynastie bis zu Simon Makkabäus;
- 2. Buch der Makkabäer: Zusammenfassung eines Geschichtswerks des Jason von Kyrene, behandelt den Zeitraum vom Beginn des Aufstands gegen die Seleukiden bis zum Sieg über Nikanor (161 v. Chr.);
- 3. Buch der Makkabäer: Handelt von einer früheren Verfolgung, der die jüdische Diaspora in Ägypten ausgesetzt war, und deren Rettung in einem Fest gedacht wurde;
- 4. Buch der Makkabäer: Philosophischer Traktat über die „Selbstherrschaft der Urteilskraft“, das die aus dem 2. Buch bekannten Märtyrerbrüder als Exempla seiner Ausgangsthese vorstellt und ihre Qualen zu diesem Zweck detailreich ausmalt.[17]

Das 2. Makkabäerbuch ist etwas älter als das 1. Makkabäerbuch, es behandelt einen kürzeren Zeitabschnitt mit teilweise abweichender Reihenfolge der Ereignisse. An historischen und geographischen Details wenig interessiert, stellt es die großen Taten des Judas Makkabäus heraus, wahrt aber eine kritische Distanz zur Hasmonäerdynastie. Damit bildet es ein Korrektiv zum stark prohasmonäischen 1. Makkabäerbuch.

## Textüberlieferung
Das 1. Makkabäerbuch wurde nur in seiner griechischen Fassung (und davon abhängigen Übersetzungen) und nur im christlichen Traditionsraum überliefert. Die wichtigsten Textzeugen sind die großen Majuskelcodices Sinaiticus (4. Jahrhundert, siehe Foto zu Beginn des Artikels), Alexandrinus (5. Jahrhundert) und Venetus (8. Jahrhundert); im Codex Vaticanus fehlen die Makkabäerbücher. Die im 2. Jahrhundert n. Chr. angefertigte lateinische Übersetzung (Vetus Latina, nicht von Hieronymus) zeigt eine relative Eigenständigkeit, da der Übersetzer einen besseren griechischen Text als Vorlage nutzen konnte, als er in den erhaltenen Codices vorliegt, und möglicherweise auch die hebräische Vorlage verglich.

## Inhalt

### Hellenisierung, Religionsverfolgung und Aufstand

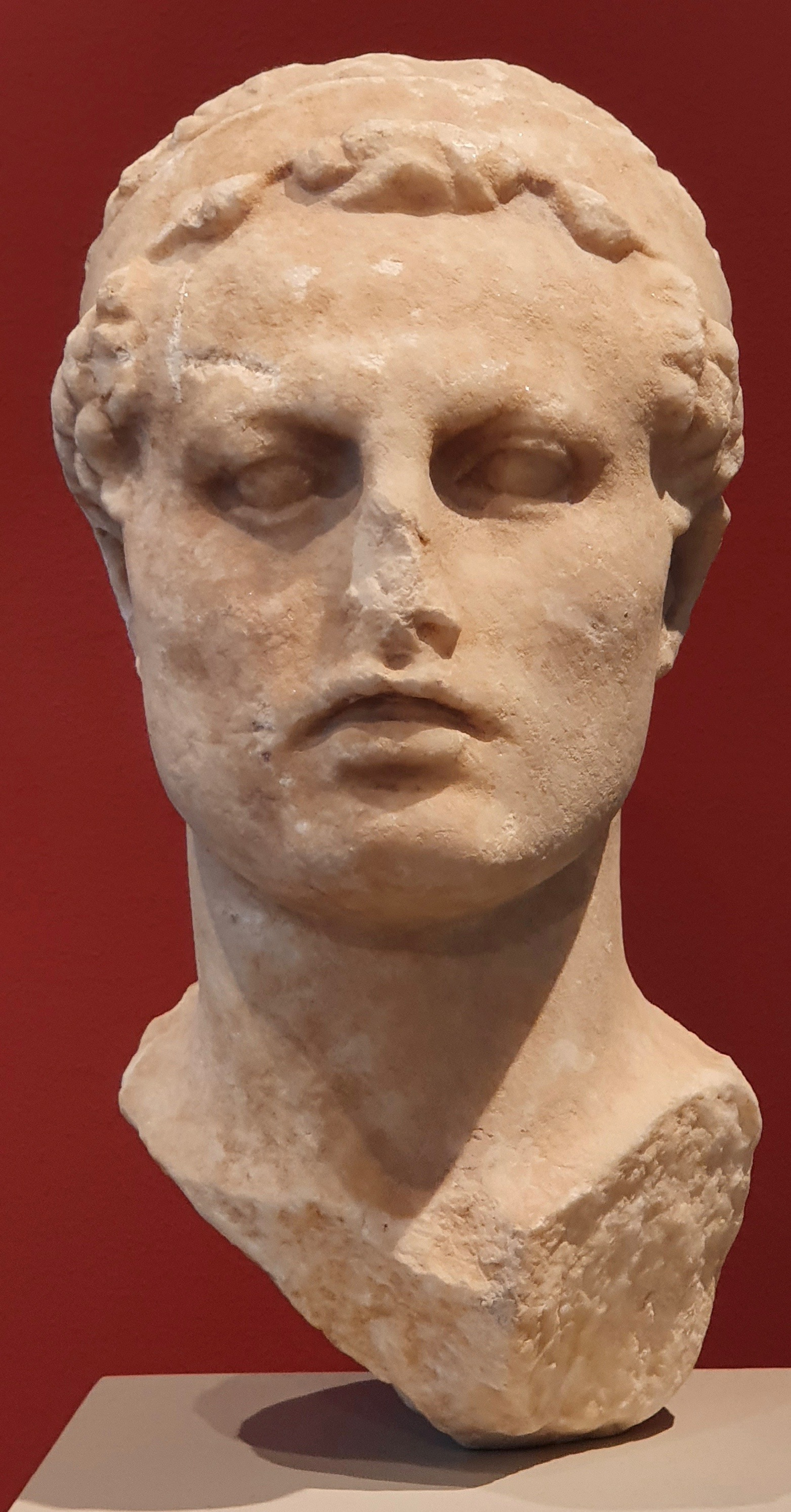
Büste Antiochos IV. (Altes Museum, Berlin)

Der Prolog umfasst die beiden ersten Kapitel. Zunächst wird der weltgeschichtliche Rahmen skizziert: Aufstieg und Tod Alexanders des Großen, Teilung seines Reichs unter den Nachfolgern (Diadochen). Mit 1 Makk 1,10  wird der Seleukidenherrscher Antiochos IV. Epiphanes eingeführt. 1 Makk 1,11–15  beschreibt, wie maßgebliche Jerusalemer Kreise sich der hellenistischen Kultur öffnen; für den Verfasser ist dies ein Abfall von Bund und Tora, der aus seiner Sicht mehrere katastrophale Ereignisse zur Folge hatte:
- Antiochos plünderte den Jerusalemer Tempel;
- er ließ eine Burg (Akra) bauen, mit der er das Tempelgelände kontrollierte, und legte eine heidnische Besatzung hinein;
- Antiochos griff die jüdischen Religionspraxis an sich an, indem er eine heidnische Opferpraxis (mit Schweineopfern) obligatorisch machte, jüdische Sabbate und Feste sowie die Beschneidung neugeborener Jungen verbot.

Kapitel 2 stellt den jüdischen Priester Mattatias vor; er wohnte auf dem Land in Modeïn und hatte fünf Söhne. Nach dem Vorbild der biblischen Gestalt Pinchas „eiferte“ er für die Tora: er weigerte sich, nach heidnischem Ritus zu opfern, tötete einen Juden, der sich anschickte, dies zu tun, und den königlichen Abgesandten, der die Bevölkerung von Modeïn zu solchen Opfern aufgerufen hatte. Daraufhin floh er mit seinen Söhnen und Gleichgesinnten in die Wüste. Eine Gruppe von toratreuen Juden wurde von den Soldaten des Königs getötet, weil sie sich in Höhlen in der Wüste zurückgezogen hatte und am Sabbat nicht kämpfen wollte. Die Gruppe um Mattatias zog daraus den Schluss: Es ist erlaubt, sich am Sabbat gegen Angreifer zu verteidigen. Diese halachische Position zu begründen, ist für 1 Makk wichtig. Die Aufständischen hatten Zulauf aus der Bevölkerung, zerstörten heidnische Kultstätten und drängten die Gegenpartei zurück. Mattatias starb friedlich im hohen Alter, nachdem er seinen letzten Willen verkündet hatte, und wurde in Modeïn begraben. Möglicherweise ist Mattatias, der in anderen Quellen nicht genannt wird (Josephus ist von 1 Makk abhängig) eine fiktive Erzählfigur, die für den Anfang der Dynastie steht und den Bezug zum Ort Modeïn herstellt, der als Grablege der Makkabäerbrüder wichtig war.

### Judas Makkabäus
Ab Kapitel 3 wird die erste Generation der Hasmonäer vorgestellt: die Söhne des Mattatias, von denen Judas Makkabäus, Jonatan Apphus und Simon Thassi erfolgreiche Militärführer der Aufständischen wurden.
Kapitel 3 beginnt mit einem Preisgedicht auf Judas Makkabäus. Er erreichte nach mehreren Schlachten gegen seleukidische Truppen ein Hauptziel des Aufstands: Der Jerusalemer Tempel wurde von nichtjüdischen Kultpraktiken gereinigt und der traditionelle Opfergottesdienst dort wurde wieder aufgenommen. Er unternahm militärische Expeditionen ins Ostjordanland und nach Galiläa zur Unterstützung der dortigen jüdischen Bevölkerung, die er nach Judäa holte. Der Tempelräuber Antiochos IV. nahm ein elendes Ende (1 Makk 6,8–16 ). Sein Sohn und Nachfolger Antiochos V. Eupator zog gegen Jerusalem, gewährte aber schließlich einen Friedensvertrag. Das bleibt aber Episode, weil Antiochos V. gestürzt wurde und Demetrios I. die Herrschaft des Seleukidenreichs antrat. In Judäa gab es eine pro-hellenistische Partei um Alkimos, einen Aspiranten auf das Hohepriesteramt, gegen die Judas Makkabäus einen Bürgerkrieg führte. Alkimos rief Demetrios I. um Hilfe an. Der König entsandte den Heerführer Nikanor, der in der Schlacht bei Bet-Horon fiel, ein Ereignis, das als jährlicher Feiertag begangen werden sollte (Nikanor-Tag, 13. Adar). Judas Makkabäus schloss einen Freundschaftsvertrag mit Rom, fiel in den Bergen bei Aschdod im Kampf gegen seleukidische Truppen und wurde in Modeïn begraben. Damit ändert sich der Charakter des makkabäischen Kampfes, wie ihn 1 Makk erzählt. War Judas vor allem der von Gott ermächtigte Anführer, der Gottes Willen auszuführen hatte, so werden seine Brüder Jonatan und Simon im weiteren Verlauf als eigenverantwortliche, nach militärischen und diplomatischen Gesichtspunkten entscheidende Akteure dargestellt.

### Jonatan Apphus
Jonatan übernahm die Führung des Aufstands. Der Hohepriester Alkimos begann Bauarbeiten am Tempel, starb aber plötzlich. Der seleukidische Feldherr Bakchides belagerte die Brüder Jonatan und Simon in Bet-Basi. Jonatan brach mit einigen Leuten aus. Simon konnte Bet-Basi halten; Jonatan schloss Frieden mit Bakchides. In dem Machtkampf zwischen Alexander Balas und Demetrios I. bewährte sich Jonatan als Parteigänger Alexanders, der ihn zum „Freund des Königs“ und Hohepriester ernannte. Der Verfasser des 1. Makkabäerbuchs problematisierte den Traditionsbruch nicht, der hier stattfand: „Das seit dem Tod des Aaroniden Alkimos […] vermutlich langjährig verwaiste hohepriesterliche Amt […] wurde nun entgegen der rechtlichen und kultischen Tradition bzw. der hierokratischen Verfassung des Tempelstaats […] durch einen fremden Herrscher mit einem Nichtzadokiden […] besetzt.“ Bei der Investitur Jonatans wird seine Rolle im Jerusalemer Kult völlig ausgeblendet; der Verfasser konzentriert sich auf die militärischen Aufgaben Jonatans.
Jonatan wurde international als legitimer und würdiger Herrscher anerkannt – die seleukidisch-ptolemäische Heirat in Ptolemais (148/147 v. Chr.) verdient mit ihrer hellenistischen Prachtentfaltung eine genauere Beschreibung, weil Jonatan als Gast eingeladen war. Er gewann durch seine reichen Geschenke Prestige, und innenpolitische Kritiker, die aus Judäa angereist waren, um Anklagen gegen Jonatan vorzutragen, wurden von Alexander Balas mit Nichtbeachtung gestraft (1 Makk 10,51–66 ).
Jonatan hielt sich an der Macht, als Alexander Balas ermordet wurde, und wurde von dessen Nachfolger Demetrios II. in seinen Ämtern bestätigt (1 Makk 11,27 ). „Von besonderer Bedeutung ist an dieser Stelle, dass der ehemalige Provinzrebell Jonathan von nun an eine offizielle Position innerhalb des seleukidischen Verwaltungsapparats einnimmt.“ Dann kam es aber zum Bruch zwischen Demetrios II. und Jonatan. Dieser wurde zum Vasallen Antiochos’ VI. Nach mehreren militärischen Erfolgen gegen Demetrios II. fiel Jonatan einem Meuchelmord des Tryphon zum Opfer.

### Simon Thassi
Simon trat die Nachfolge seines Bruders an (1 Makk 13,41–42 ). Er eroberte Geser und brachte die Burg (Akra) in Jerusalem unter seine Kontrolle. Er setzte seinen Sohn Johannes Hyrkanos I. als Oberbefehlshaber ein (1 Makk 13,53 ). Das Lob auf Simon in 1 Makk 14,4–15  ist das letzte poetische Stück im ersten Makkabäerbuch. 13-mal fällt darin der Begriff „Ruhm/rühmen“ (altgriechisch δόξα dóxa/δοξάζειν doxázein). Der von Simon durch seine Großtaten erworbene Status wird von seinem Sohn Johannes Hyrkanos I. und den späteren Hasmonäern ebenfalls beansprucht. In einer Montage von biblischen Zitaten, Paraphrasen und Anspielungen wird Simon als idealer jüdischer Herrscher, neuer Salomo und neuer Joschija gefeiert. Der korrekt vollzogene Jerusalemer Kult verschaffte ganz Judäa ein goldenes Zeitalter, so das Fazit des Loblieds auf Simon.  Zugleich bildet Simon die positive Kontrastfigur zu dem Hohepriester Alkimos, der zur Zeit des Judas Makkabäus amtierte, die legitime zadokidische Abstammung besaß, aber laut 1 Makk eine intrigante, bösartige Figur war (vergleiche 1 Makk 7,5–25 ):
| Alkimos | Simon                                                                            |
| --- | -------------------------------------------------------------------------------- |
| Schadet den Israeliten (7,23) | Sucht das Wohl seines Volkes (14,4)                                              |
| Lügnerisch und ungerecht (7,21–25) | Stellt die Gerechtigkeit wieder her (14,14)                                      |
| Steht auf Seiten der fremden Könige und ihres Militärs (7,8f. und 19f.), ist damit indirekt in den Tod des Judas Makkabäus verstrickt | Die feindlichen Könige sind besiegt, keiner wagt mehr Krieg gegen Israel (14,13) |
| Unruhestifter sammeln sich um ihn, die das Land an sich reißen (7,22)                                                                 | Das Land wird friedlich bebaut und gibt reichen Ertrag (14,8)                    |
| Furcht breitet sich aus (7,18) | Die Israeliten leben ohne Angst (14,12)                                          |

Simon festigte laut 1 Makk seine Macht durch Bündnisse mit Rom und Sparta. Fingierte Dokumente, so Michael Tilly, sollten Simons internationale diplomatische Anerkennung belegen. Sparta bietet sich dabei als ideales Brudervolk an (und zwar das klassische Sparta, nicht das zeitgenössische Lakedaimon). Sein in der antiken Welt großer Ruhm strahlt auf den angeblichen Bündnispartner ab. Dass die Initiative zu einem Bündnis zwischen Rom und Jerusalem von Rom ausgeht, wertet Simon stark auf, denn normalerweise suchten Roms Vasallen eine Bündnisverlängerung zu erreichen.
1 Makk 14,25–49  ist eine zentrale Passage des ersten Makkabäerbuchs. Simon wird hier als Hohepriester und Fürst legitimiert, obwohl er weder Zadokide noch Davidide war. Die Akklamation des Volkes ersetzte nach Meinung des Verfassers irgendwie die Salbung durch einen Propheten, mit der Davids Königtum religiös legitimiert wurde. Dieser Beschluss der Volksversammlung wurde laut Vers 48 auf Bronzetafeln graviert und im Vorhof des Tempels aufgestellt. Aber zur Zeit der Abfassung seines Geschichtswerks waren die Tafeln dort nicht mehr zu besichtigen, deshalb betonte der Verfasser, es gebe im Tempelarchiv eine authentische Abschrift. Noch war der Königstitel obsolet; Simon regierte als Ethnarch.
Eine Zeit des Friedens und Wohlstands brach an, und mit dem knapp erwähnten Johannes Hyrkanos ging die Herrschaft an die nächste Generation der Hasmonäer über, deren Taten im 1. Makkabäerbuch nicht mehr behandelt werden.

## Das 1. Makkabäerbuch als historische Quelle
Die Benutzung des 1. Makkabäerbuchs als Quelle für die Geschichte des Seleukidenreichs und des Hasmonäerstaats ist dadurch erschwert, dass unklar ist, ob Ereignisse nach der makedonisch-seleukidischen oder babylonisch-seleukidischen Ära datiert werden. Das scheint zu schwanken und Folge der Benutzung wechselnder Quellen zu sein, die aber nach Einschätzung von Peter Franz Mittag nicht mehr rekonstruierbar sind.
Im 1. Makkabäerbuch sind mehrere Briefe und Urkunden im Wortlaut zitiert, sei es, dass der Verfasser ein Hofarchiv nutzen konnte, sei es, dass es sich um literarische Fiktionen handelt, mit denen der Eindruck historischer Zuverlässigkeit erweckt werden soll:
- Hilfeersuchen der Juden im Ostjordanland (1 Makk 5,10–13);
- Friedensbündnis zwischen Judäern und Römern (1 Makk 8,23–32);
- Alexander I. Balas ernennt Jonatan zum Hohepriester und Freund des Königs (1 Makk 10, 18–20);
- Brief Demetrios’ I. an Jonatan (1 Makk 10,25–45);
- Brief Demetrios’ II. an Jonatan (1 Makk 11,30–37);
- Brief Jonatans an die Spartaner (1 Makk 12,12,6–18);
- Brief der Spartaner an Onias II. (1 Makk 12,20–23);
- Brief Demetrios’ II. an Simon (1 Makk 13,36–40);
- Brief der Spartaner an Simon (1 Makk 14,20–23);
- Ehrendekret des jüdischen Volkes und seiner Priesterschaft für Simon (1Makk 14,27–45);
- Brief Antiochos’ VII. an Simon (1 Makk 15,2–9);
- Brief des Konsuls Lucius Caecilius Metellus Calvus an Ptolemaios VIII. (1 Makk 15,16–21).

Isaak Heinemann vertrat 1928 die Ansicht, dass alle diese Urkunden und Briefe echt seien. Die Echtheit hat auch in der neueren Forschung Befürworter. So hat Klaus-Dietrich Schunck – mit Ausnahme des Spartanerbriefs an Onias II. (1 Makk 12,20–23) – an der Authentizität des Grundbestands dieser Dokumente kaum Zweifel. Als weitere Quelle für die Zeit des Judas Makkabäus vermutet Schunck eine national-patriotische, toratreue Vita, deren Verfasser möglicherweise Eupolemos, ein gebildeter Jude aus dem Umkreis des Judas, gewesen sei. Ihr Kennzeichen sei die Einfügung poetischer Stücke. Für die Zeit des Jonatan und Simon seien chronikartige hohepriesterliche Tagebücher benutzt worden, die ein knapper, sachlicher Stil auszeichne. Die Existenz einer hohenpriesterlichen Chronik sieht Schunck durch 1 Makk 16,24 für die Regierung des Johannes I. Hyrkanos belegt. Diese Tagebücher schilderten die wichtigsten Ereignisse unter Jonatan und Simon mit exakten Datierungen. Auch mündliche Überlieferung sei herangezogen worden, ferner als nichtjüdische Quelle eine seleukidische Chronik für Ereignisse der syrischen Geschichte. Trotz gelegentlichen Abweichens vom historischen Ablauf dürfte das erste Makkabäerbuch im Wesentlichen historisch zuverlässige Informationen liefern, so Schunck.
Dagegen sieht Michael Tilly (2015) die Authentizität der zitierten Briefe, Bündnisverträge und Dekrete kritisch, „da ihre eigentliche narrativ-pragmatische Funktion eben nicht in der «realgeschichtlichen» Dokumentation der einstigen militärischen und politischen Erfolge […] besteht, sondern in der literarischen Überzeugung des Lesers von der rechtmäßigen Herrschaft […] der gegenwärtig regierenden Makkabäerdynastie.“ Die Historizität der im Wortlaut in 1 Makk zitierten Dokumente wird daher für jeden Einzelfall geprüft. So kommt er beispielsweise zu dem Urteil, dass die umfangreichen Zusagen Demetrios’ I. an Jonatan (1 Makk 10,25–45) aufgrund der Finanzprobleme der Seleukiden unrealistisch seien. Doch sei der fiktive Brief vom Verfasser des 1 Makk nicht frei erfunden, vielmehr handle es sich um eine Kompilation verschiedener Traditionen und Archivalien. Benedikt Eckhardt zufolge ist der Quellenwert des 1. Makkabäerbuchs für die berichteten historischen Ereignisse oft fraglich, vor allem bei den Texten, die nach dem Vorbild biblischer Erzählungen stilisiert seien. Verlässlich seien die Informationen zur Integration von Jonatan und Simon in die seleukidische Verwaltung; beide legitimierten ihre Herrschaft damit, dass sie von der seleukidischen Regierung anerkannt sei (die damit als Oberherrschaft über Judäa bestätigt wird). Die archäologische Untersuchung von Tel Kedesh bestätigt zwar, dass zur Zeit von Jonatan und Simon (144/143 v. Chr.) hier Kämpfe stattgefunden haben, zeigt aber andererseits, dass 1 Makk 11,73–74  praktisch nichts zum Verständnis dieser Schlacht beiträgt.

## Politische Tendenz
Klaus-Dietrich Schunck beschreibt den Verfasser als einen national gesinnten Juden, der sowohl der Tora als auch der Hasmonäerfamilie gegenüber betont loyal sei; „vielleicht darf man ihn sogar als den «Hofchronisten» der Makkabäer bezeichnen.“ Angelika Berlejung charakterisiert das 1. Makkabäerbuch als Produkt „hasmonäischer Hofgeschichtsdeutung, die sich in das Gewand der Historiographie kleidet.“ Die Bezeichnung als „hasmonäische Propaganda“ findet sich mehrfach und ist nach Benedikt Eckhardt fast konsensual anerkannt.
In der persischen und frühen hellenistischen Zeit war Judäa ein Tempelstaat unter Leitung eines Hohepriesters, der von der biblischen Priestergestalt Zadok abzustammen beanspruchte. Diese Abstammungslinie war ein wichtiges Element der Kontinuität, das den Zweiten Tempel mit dem zerstörten Vorgängerbau des Ersten Tempels und seinem Kult verband. Die Hasmonäer waren eine Priesterfamilie aus dem ländlichen Modeïn, die keine zadokidische Herkunft hatte. Ebenso wenig konnten sie eine Abstammung von der judäischen Königsdynastie der Davididen beanspruchen. Gleichwohl übten die Hasmonäer (ab Jonatan) das Amt des Hohepriesters aus und hatten später auch königliche Würde. Das 1. Buch der Makkabäer unternimmt es, dieses hasmonäische Priesterkönigtum zu begründen:
- Militärische Erfolge zeigten, dass die Makkabäerbrüder offensichtlich mit Gottes Hilfe handelten.
- Mehrere Seleukidenkönige erkannten ihre Titel an und bestätigten sie in ihren Ämtern.
- Das Volk erkannte Simon Makkabäus feierlich als Hohepriester, Feldherrn und Fürsten an (1 Makk 14,35 EU).

Der Verfasser verschwieg, was die Legitimität der Hasmonäer in Frage stellen konnte. Alkimos wird als Hohepriester zadokidischer Abstammung dargestellt, der plötzlich stirbt (1 Makk 9, 56), aber dann folgt eine Leerstelle. Manche Exegeten vermuten, dass das Amt vakant blieb. Eine andere Möglichkeit ist, dass der direkte Amtsvorgänger Jonatans und mögliche Konflikte bei dessen Entmachtung gezielt nicht erwähnt werden.

## Theologie
JHWH, der Gott Israels, wird im 1. Buch der Makkabäer nicht direkt genannt, sondern nur ehrfürchtig als der „Himmel“ bezeichnet. Er lenkt die Geschichte indirekt, indem er seinen Erwählten militärischen Erfolg gibt. Der Verfasser spielt dabei auf die Geschichtswerke des Tanach an, zum Beispiel die Landnahme unter Josua, die Richterzeit, Davids Königtum und Salomos Friedensreich. Die Wiederherstellung Israels ist also keine Zukunftshoffnung, sondern politische Realität. Als Erwählte Gottes führen die Makkabäerbrüder einen Freiheitskrieg bzw. Heiligen Krieg nicht nur gegen die heidnischen seleukidischen Herrscher, sondern auch gegen hellenisierte Juden. Eine Legitimationsfigur ist die biblische Gestalt des Pinchas, dem als Lohn für sein „Eifern für die Tora“ nach Num 25,12–13  ein ewiges Priestertum und ein Bund Gottes mit ihm gewährt wird. Mattatias als Vater der Makkabäerbrüder wird nach dem Bild des Pinchas beschrieben. Dem strengen Monotheismus des Buchs entspricht es, dass es keine Zwischenwesen wie Engel oder Dämonen gibt.
In seinem Geschichtsbild ist der Verfasser der deuteronomistischen Schule verpflichtet und folgt einem zum Beispiel im Buch der Richter mehrfach genutzten Schema: Israel ist in großer Gefahr. Die makkabäischen Helden treten als Retter auf, denen Gott in ihren militärischen Aktionen Erfolg gibt. Israels Gott ist somit Herr der Geschichte. Nachdem die inneren und äußeren Feinde Israels besiegt sind, bricht eine Friedenszeit an.

## Wirkungsgeschichte

### Jüdische Leser

#### Flavius Josephus
Flavius Josephus schloss sich in seiner Geschichtsdarstellung in den Jüdischen Altertümern (93/94 n. Chr.) bis zur Beschreibung des Jonatan eng an das erste Makkabäerbuch an, verwendete daneben aber auch Werke hellenistischer Historiker wie Polybios und Nikolaos von Damaskus, die er dann für die Schilderung Simons (ab Buch 13, § 213) als Gewährsleute bevorzugte, so dass er in diesem Abschnitt vom ersten Makkabäerbuch abweicht. Ihm lag die griechische Übersetzung des 1. Makkabäerbuchs vor, die er mit eigener Akzentsetzung referierte. Die Unterschiede zeigen sich deutlich, wenn man die Rede des Judas Makkabäus an seine Kämpfer im 1. Makkabäerbuch mit der Version des Josephus vergleicht:
| 1. Makkabäerbuch 3, 18–22 | Jüdische Altertümer 12, 289–291 |
| --- | --- |
| 18 Es ist leicht, dass viele durch wenige eingeschlossen werden, und es ist kein Unterschied vor dem Himmel, durch viele oder durch wenige zu retten. | […] ermutigte er sie mit dem Hinweise darauf, dass es bei dem Siege nicht auf die Zahl, sondern auf das Vertrauen zu Gott ankomme.                                |
| 19 Denn der Sieg im Kampf beruht nicht auf der Größe des Heeres, sondern auf der Kraft, die vom Himmel kommt.                                         | […] ermutigte er sie mit dem Hinweise darauf, dass es bei dem Siege nicht auf die Zahl, sondern auf das Vertrauen zu Gott ankomme.                                |
| 20 Sie ziehen gegen uns voller Hochmut und Gottlosigkeit, um uns und unsere Frauen und Kinder zu vernichten und uns auszuplündern.                    | Das leuchtendste Beispiel hierfür seien ihre Vorfahren, die, weil sie für Recht, Gesetz und Herd gekämpft, oft viele Tausende ihrer Feinde niedergeworfen hätten. |
| 21 Wir aber kämpfen für uns und unsere Gebräuche. | Das leuchtendste Beispiel hierfür seien ihre Vorfahren, die, weil sie für Recht, Gesetz und Herd gekämpft, oft viele Tausende ihrer Feinde niedergeworfen hätten. |
| 22 Und er wird sie vor uns aufreiben, ihr aber fürchtet euch nicht vor ihnen.                                                                         | Denn wer für die Ungerechtigkeit streite, könne keine Macht entfalten.                                                                                            |

Während das 1. Makkabäerbuch davon ausgeht, dass Gott seinen Erwählten auf wundersame Weise Kraft gibt, so dass wenige die Vielen besiegen können, macht Josephus die Frömmigkeit/Gerechtigkeit der Kämpfer zur Bedingung für göttliche Unterstützung.
Josephus kannte das Chanukkafest unter dem Namen „Lichter(fest)“,altgriechisch φῶτα phỗta. Zu seiner Zeit wurde auch der Nikanor-Tag am 13. Adar noch als Fest begangen.

#### Megillat Ta’anit
Megillat Ta’anit, die „Fastenrolle“, ist ein aramäischer Festkalender, der auf die Zeit vor 70 n. Chr. zurückgeht, aber im 2. Jahrhundert n. Chr. seine endgültige Form erhielt. Aufgelistet werden Tage, an denen nicht gefastet werden soll, da diese Termine mit freudigen Ereignissen verbunden sind. Mehrere dieser Freudentage gehen auf die Makkabäer zurück, darunter das Tempelweihfest (Chanukka) und der Nikanor-Tag.
Ein Text im Babylonischen Talmud begründet das Chanukkafest mit einem Ölwunder im Tempel (Schabbat 21a):

„Denn als die Griechen den Tempel betraten, entweihten sie alles Öl im Tempel, und als die Dynastie der Hasmonäer über sie siegte und sie schlug, suchten sie nach und fanden nur einen Krug Öl, der das Siegel des Hohenpriesters trug, der aber nur genug Öl für das Entzünden (des Tempelleuchters) an einem Tag fasste. Doch ein Wunder geschah, und sie entzündeten den Leuchter damit acht Tage lang.“

In der Forschung galt dieser Text oft als Beweis für eine ablehnende Haltung der Pharisäer gegenüber der Hasmonäerdynastie. Der große politische Erfolg des Judas Makkabäus werde in der kollektiven Erinnerung durch eine marginale Episode ersetzt, die mit den Makkabäern an sich gar nichts zu tun habe. Im 20. Jahrhundert waren zionistische Historiker daran interessiert, die Weisen als Unterstützer der makkabäischen Bewegung zu zeichnen. In diesem Sinn argumentierte Gedaliah Alon, dass die Legende vom Ölwunder ihren Ursprung in einem Scholion zur Fastenrolle (Megillat Ta’anit) habe. In ihrem ursprünglichen Kontext erkläre sie nicht, warum Chanukka überhaupt gefeiert werden solle, sondern warum Chanukka acht Tage dauere.
Vered Noam, die sich eingehend mit den verschiedenen Versionen der Scholien zu Megillat Ta’anit befasst hat, lehnt beide Deutungen als unbegründet ab. Der hebräische Kommentar zur Fastenrolle existiert demnach in einer hybriden mittelalterlichen Fassung und zwei älteren Scholien, Scholion O (Oxford, Bodleian Library, Michael 388) und Scholion P (Parma, Sammlung de Rossi, 117). Diese beiden älteren Texte sind schlecht erhalten, spiegeln aber einen Midrasch, der wie 2 Makk 1,9 eine Beziehung zwischen dem Laubhüttenfest und dem Chanukkafest herstellt. Scholion O verweist zusätzlich auf die Dauer der Tempelweihe Salomos. Scholion P zufolge fertigten die Hasmonäer aus eisernen Spitzen eine neue, improvisierte Menora für den Tempel an, was acht Tage dauerte. Der Redaktor von Scholion P referierte hier eine alte Tradition über eiserne Spitzen an der Menora, die eigentlich nichts mit der Dauer des Chanukkafestes zu tun hatte. Scholion O bezieht das Tempelweihfest statt auf den Tempelleuchter auf den Bau und die Weihe des Altars, was in der rabbinischen Literatur ohne Parallele ist, aber sich mit 1 Makk 4,42–59  berührt. Die Tradition des Ölwunders stammt nach der Analyse Noams aus dem Babylonischen Talmud und drang sekundär auch in Scholion O ein, ein Beispiel für die Autorität des Talmud in jüdischer Tradition und Literatur. „Die übernatürliche Basis der Geschichte vom Ölkrug ist ebenso wie der Umstand, dass dies als einzige Erklärung für das Chanukkafest geboten wird, eine Funktion des babylonischen Erfindungsreichtums, motiviert eher durch literarische als durch politische Gründe.“

#### Megillat Antiochos
Die aramäische, Megillat Ester nachempfundene Schrift Megillat Antiochos ist eine ausschmückende Nacherzählung von Kapitel 1 bis 9 des 1. Makkabäerbuchs mit der Absicht, die Bedeutung des Chanukkafestes hervorzuheben. Judas Makkabäus heißt hier (wie in der rabbinischen Literatur) durchgängig Jochanan. In der Forschung wird diskutiert, wie dieses frühmittelalterliche jüdische Interesse an den Makkabäern zu erklären ist. Möglicherweise war dies eine Reaktion auf den christlichen Makkabäerkult, eine counter history. Ebenso könnte die Schrift aber auch in der Auseinandersetzung der Rabbinen mit der Kritik von Karäern verortet werden: Nichtbiblische Traditionen wie das Chanukkafest mussten nun stärker begründet werden.

#### Zionismus

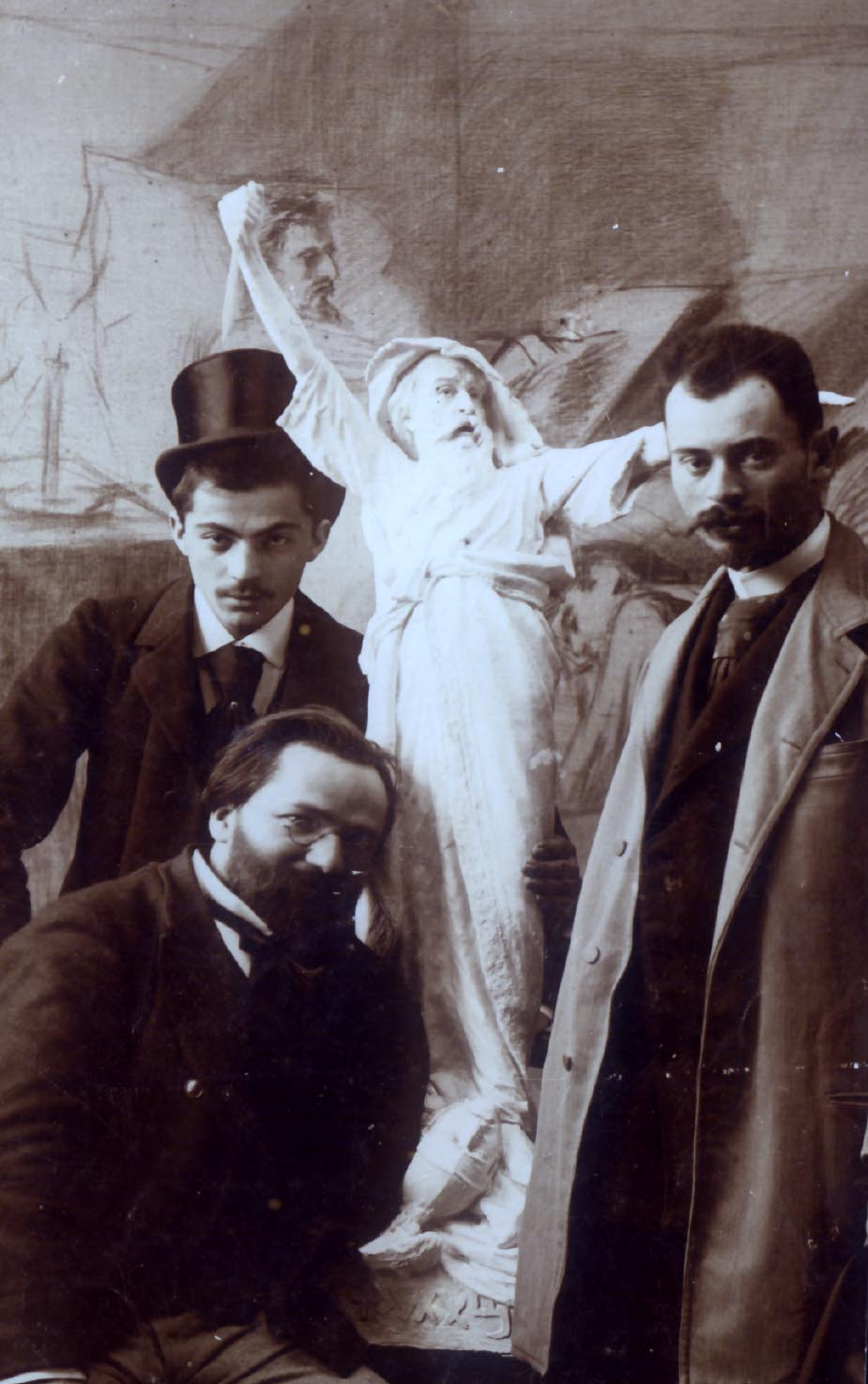
Boris Schatz (sitzend) vor seiner Skulptur Mattitjahu (historische Fotografie, vor 1933)

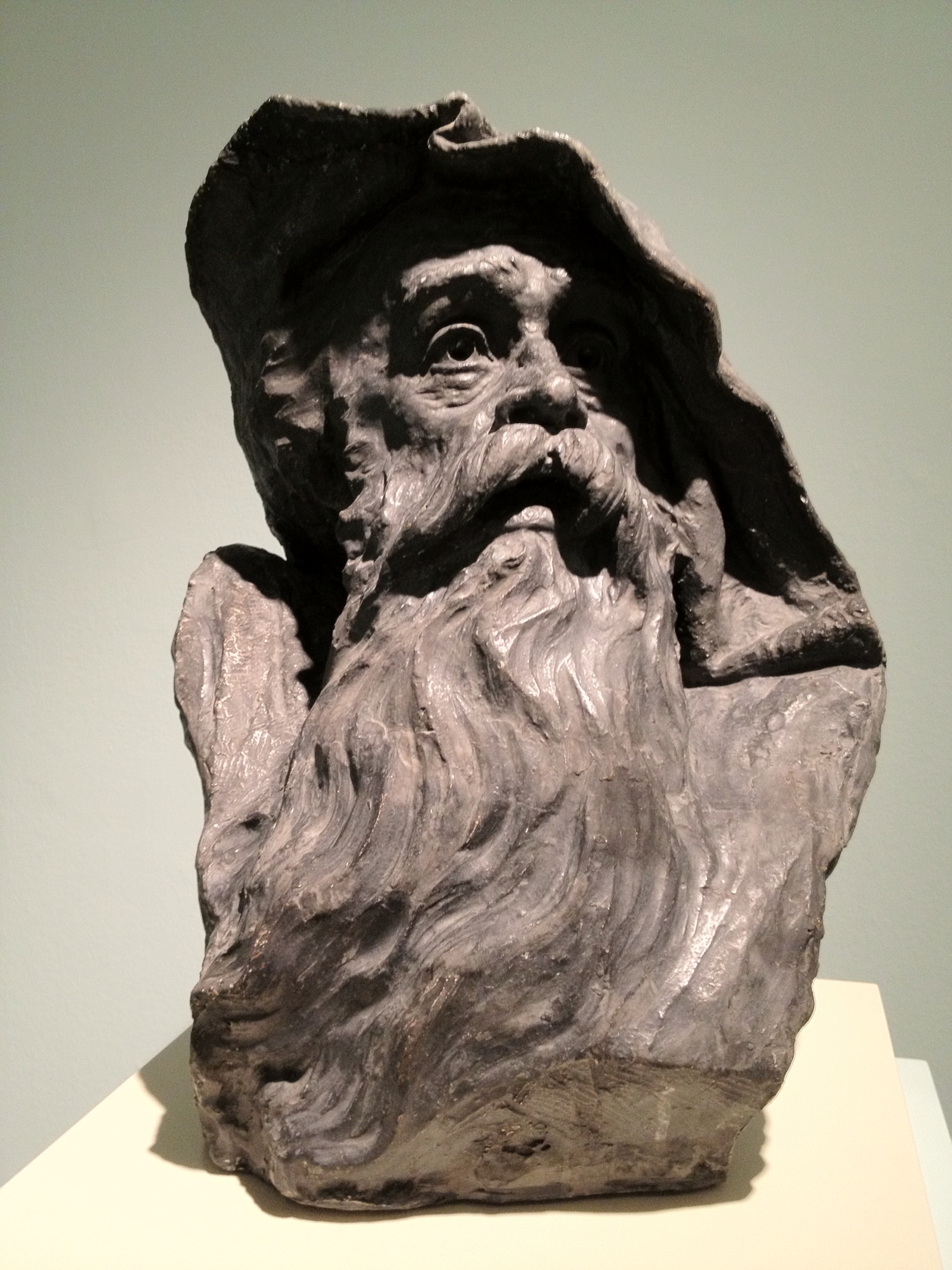
Mattitjahu (Boris Schatz, Kunstmuseum Tel Aviv)

„Der Gedanke muss hinausfliegen bis in die letzten jammervollen Nester, wo unsere Leute wohnen. Sie werden aufwachen aus ihrem dumpfen Brüten. Denn in unser Aller Leben kommt ein neuer Inhalt. Jeder braucht nur an sich selbst zu denken, und der Zug wird schon ein gewaltiger. Und welcher Ruhm erwartet die selbstlosen Kämpfer für die Sache! Darum glaube ich, dass ein Geschlecht wunderbarer Juden aus der Erde wachsen wird. Die Makkabäer werden wieder aufstehen.“

Wie das Schlusswort von Theodor Herzls Programmschrift Der Judenstaat verdeutlicht, war die zionistische Bewegung seit ihren Anfängen mit der Erinnerung an den Unabhängigkeitskampf der Makkabäerbrüder verbunden. Dies hatte sich bereits im 19. Jahrhundert vorbereitet. Heinrich Heine interpretierte Chanukka 1840 als nationales Befreiungsfest. Gegen Ende des Jahrhunderts wurde der Kampf der Makkabäer in Literatur, Theater und Musik thematisiert; Beispiele: Otto Ludwig: Die Makkabäer: Eine Tragödie in fünf Akten (1852), liegt als Libretto der Oper Die Maccabäer von Anton Grigorjewitsch Rubinstein (1875) zugrunde; Emma Lazarus: Banner of the Jew (1882).
Am 22. Dezember 1883, zum Chanukkafest, veranstaltete die Wiener jüdische Studentenverbindung Kadimah die erste Makkabäerfeier, einen Ball, der den Aufstand der Juden gegen die seleukidische Herrschaft zum Thema hatte. Die Veranstaltung machte die Kadimah weit über ihren eigenen Kreis hinaus bekannt, wurde jährlich wiederholt und von den meisten jüdisch-nationalen Vereinen übernommen. Was die Makkabäer für die frühen Zionisten so attraktiv machte, war ihr Kampf gegen die Hellenisierung, modern formuliert: die Verweigerung der Assimilation. Der Hellenismus wurde in einer zeitgenössischen Instruction für Zionisten als „Assimilation des Alterthums“ interpretiert, der Kampf der Makkabäer als „Vertheidigung der Religion und des Volksthums.“ Für den Wiener Oberrabbiner Adolf Jellinek war diese national-säkulare Neuinterpretation des religiösen Chanukkafestes inakzeptabel.
Während seiner Pariser Zeit schuf Boris Schatz 1896 sein bekanntestes Werk, die heute verschollene Bronzeskulptur Mattitjahu. Schatz war ein innerhalb des Zionismus stark rezipierter Künstler und später Gründer der Bezalel-Akademie in Jerusalem. Er war beim Mattitjahu von der italienischen Renaissance beeinflusst: Der Sieg des Guten über das Böse wurde von Renaissancekünstlern dargestellt, indem eine Heldenfigur einen Feind unter seinen Füßen tritt. Schatz zeigte Mattatias (hebräisch Mattitjahu), den Vater der Makkabäerbrüder, in dieser Pose. Er tritt einen behelmten griechischen Soldaten zu Boden. Das Tel Aviv Museum of Art besitzt eine Skulptur von Mattitjahus Kopf (Gips, bemalt), die Schatz anscheinend gleichzeitig mit der Bronzefigur schuf und die einige Elemente dieses für den frühen Zionismus ikonischen Kunstwerks veranschaulicht: Haar und Bart windzerzaust, die Augen weit geöffnet, von Furcht erfasst, die er gleichwohl überwindet. Schatz hatte nach eigenen Angaben das Bild seines Großvaters vor Augen, als er Mattitjahu in dieser Weise als energischen Greis darstellte.
In der vorstaatlichen jüdischen Siedlung in Palästina entwickelte sich das (vermeintliche) Familiengrab der Makkabäer in Modein zum Zentrum des Makkabäergedenkens. Der Orden der antiken Makkabäer, eine zionistische Organisation, versuchte im Bereich der archäologischen Stätte Land zu erwerben, und ab 1906 veranstaltete das Hebräische Herzlia-Gymnasium Pilgerfahrten nach Modein, die mit dem Vortrag von Texten, Sketchen und neuen Makkabäerliedern verbunden waren.
Eine besondere Wendung erhielt die zionistische Makkabäerverehrung in der Anfangsphase des Ersten Weltkriegs. Im Louis-Lamm-Verlag erschien eine Buchreihe, die sich speziell an jüdische Frontsoldaten richtete: Lamm’s Jüdische Feldbücherei. Band 4 war eine Anthologie mit dem Titel Makkabäa. Eva Edelmann-Ohler charakterisiert den Inhalt als ein „polysemantisches Gemisch zionistischer und religiöser Kriegsdeutungen“. Der zionistische Schriftsteller Hugo Zuckermann, bekannt als Autor des Österreichischen Reiterliedes, erlag im Dezember 1914 seinen Kriegsverletzungen. Kurz vor seinem Tod erschien sein letztes Gedicht Makkabäer 5675 (5675 ist das Kriegsjahr 1914/15 nach dem jüdischen Kalender). Es endet emphatisch mit der Aufforderung: „Macht den Tempel wieder rein, / Laßt uns Makkabäer sein!“ Dieses Gedicht wurde mehrfach nachgedruckt und ist auch in der Anthologie Makkabäa enthalten.
Nachdem Chaim Nachman Bialik die Makkabäer 1902 in dem Gedicht In der Stadt des Tötens mit jüdischen Opfern der Pogrome von
Kischinew verglichen hatte, wurde der Makkabäeraufstand in der Literatur mehrfach aufgegriffen, dabei aber auch verfremdet. Howard Fast interpretierte die Makkabäerbrüder als Sozialrevolutionäre (My Glorious Brothers, 1948). Mosche Schamirs 1951 erschienener Roman Ein König aus Fleisch und Blut (מלך בשר ודם) stellt den zynischen Hasmonäerkönig Alexander Jannäus in den Mittelpunkt und blickt von hier aus auf die Anfänge des Makkabäeraufstands zurück.
Im Staat Israel sind die Makkabäer nach wie vor sehr präsent als Namengeber für Sportvereine (zum Beispiel Makkabi Tel Aviv). Die Maccabi World Union organisiert die alle vier Jahre in Israel ausgetragenen Sportwettkämpfe Makkabiade.

### Christliche Leser

#### Kanonizität
Wie schon ihr Fehlen im Codex Vaticanus andeutet, gab es in der Alten Kirche unterschiedliche Meinungen darüber, ob die Makkabäerbücher zum christlichen Kanon Heiliger Schriften zählten oder nicht. Die Vulgata brachte das 1. und 2. Makkabäerbuch nicht unter den Geschichtsbüchern, sondern wie einen Anhang am Ende des Alten Testaments (3. und 4. Makkabäerbuch fehlen ganz). Kyrill von Jerusalem listete die Makkabäerbücher unter den kanonischen Schriften des Alten Testaments, Athanasius von Alexandria hingegen nicht.
Im Urteil der Reformatoren gehörten 1. und 2. Makkabäerbuch nicht zum Alten Testament im engeren Sinn, da ein hebräischer oder aramäischer Urtext nicht (mehr) vorhanden war. Sie wurden in der Lutherbibel als Apokryphen zwischen Altem und Neuem Testament eingereiht. Während Martin Luther sich aber mehrfach kritisch über das 2. Makkabäerbuch äußerte, aus dem die römisch-katholische Lehre vom Fegefeuer begründet wurde, fehlt solche inhaltliche Kritik beim 1. Makkabäerbuch. Im Gegenteil, das Buch wurde geschätzt, weil es historische Hintergrundinformationen zum Verständnis des kanonischen Danielbuchs lieferte. Als Reaktion auf die reformatorische Kritik bekräftigte die Römisch-katholische Kirche auf dem Konzil von Trient (Sessio IV, 8. April 1546), dass alle in der Vulgata überlieferten Bücher des Alten Testaments kanonisch seien. Das Erste Vatikanische Konzil erläuterte, alle kanonischen Bücher (also auch das 1. Makkabäerbuch) seien unter dem Einfluss des Heiligen Geistes niedergeschrieben worden (Inspiration), und daher sei Gott ihr Urheber. Auch in den altorientalischen und orthodoxen Kirchen gilt das 1. Makkabäerbuch im Allgemeinen als kanonisch, nicht jedoch in der Russisch-orthodoxen Kirche. Sie schied das Werk im 19. Jahrhundert aus ihrem Kanon aus.

#### Leidener Makkabäer-Codex

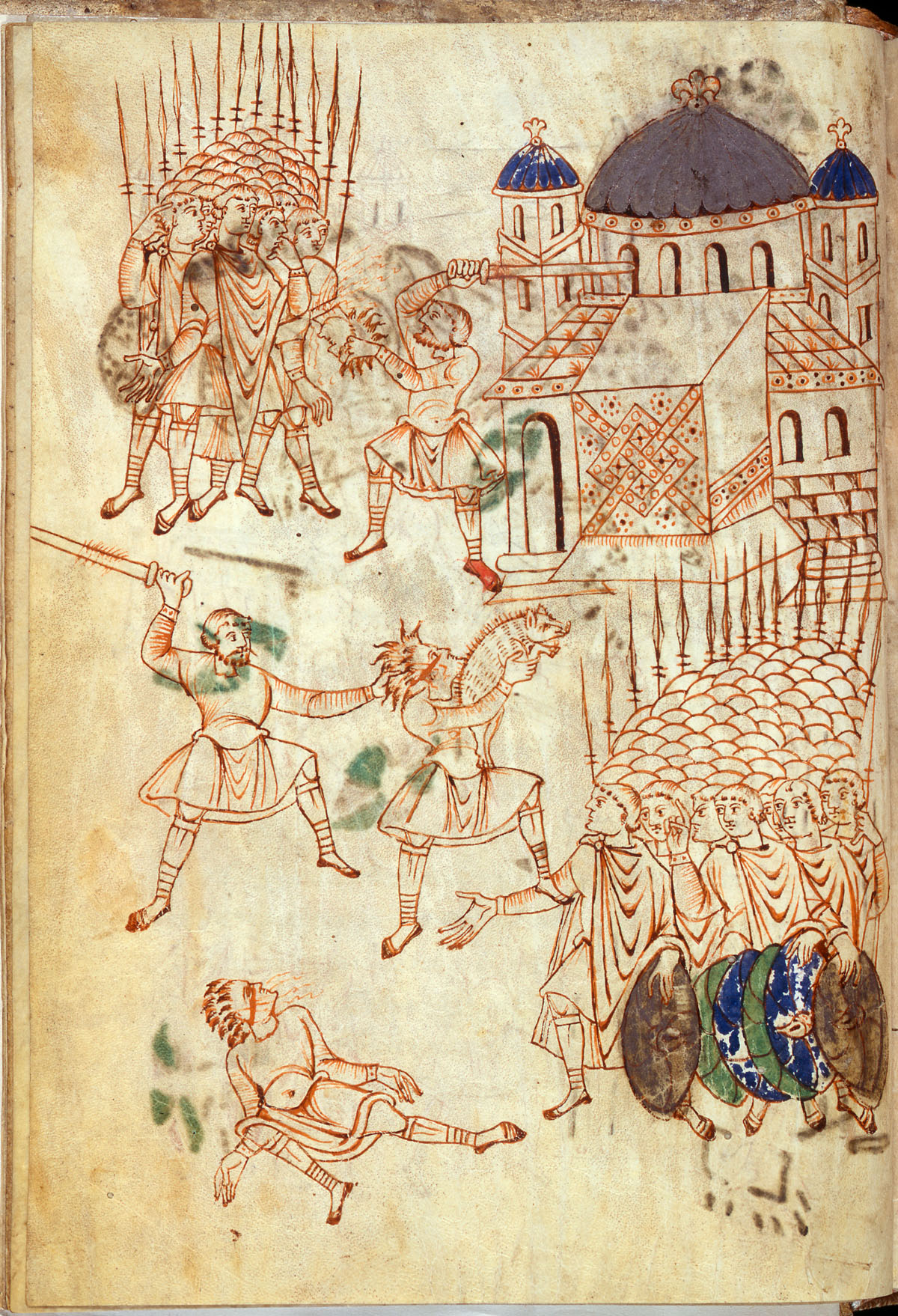
Cod. Perizoni F.17, fol. 9v

Der Stoff des 1. Makkabäerbuchs und hier besonders die Gestalt des Judas Makkabäus ist ein häufiges Thema der christlichen Kunst. Beispielsweise ist der aus dem Kloster Sankt Gallen stammende Leidener Makkabäer-Codex (Leiden, Universitätsbibliothek, Cod. Perizoni F.17) aus dem frühen 10. Jahrhundert reich mit Federzeichnungen illustriert, die meist Schlachten und Belagerungen zeigen. Dass Hrabanus Maurus als erster Autor einen Kommentar zu dieser biblischen Schrift verfasste, zeigt, dass im Karolingerreich ein Interesse an einer geistlichen Deutung der Makkabäergeschichte bestand. Der Judenverfolger Antiochos IV. wird bei Hrabanus im sensus mysticus zum Typos des Antichrist. Wenn Antiochos den Tempel zerstören will, so heißt das für Hrabanus, dass der Antichrist die Seelen der Gläubigen, die im übertragenen Sinn Tempel genannt werden können, zerstören wolle. Dies weist nach Susanne Wittekind darauf hin, dass die Illustrationen im Leidener Makkabäer-Codex auch im übertragenen Sinn zu verstehen sind.
Ein Beispiel: Blatt 9 Verso (Abbildung) stellt die Person des Mattatias in den Mittelpunkt, der sich weigert, ein heidnisches Opfer darzubringen, und so das Signal zum Aufstand gegen die Seleukiden gibt (1 Makk 2,15–28 ). Mattatias ist in der Bildmitte dargestellt, wie er einen Juden mit wirrem Haar tötet, der gerade im Begriff ist, ein Schwein zu opfern. Im oberen Drittel der Seite tötet Mattatias vor dem Hintergrund des Altars einen heidnischen Hauptmann (auch er mit wirrem Haar), der ihm den Befehl zum Schweineopfer überbracht hat. Die Darstellung des unteren Bilddrittels erschließt sich vom Text des 1. Makkabäerbuchs her nicht direkt. Ein Besessener mit wirrem Haar fällt zu Boden, und die wie ein Block zusammenstehende Volksmenge weist auf ihn hin. So wird Mattatias’ Klage über die Passivität des Volkes ins Bild gesetzt: „Der Tempel ist wie ein verachteter Mensch geworden“ (1 Makk 2,8).

#### Rollenmodell für Ritter und Kreuzfahrer

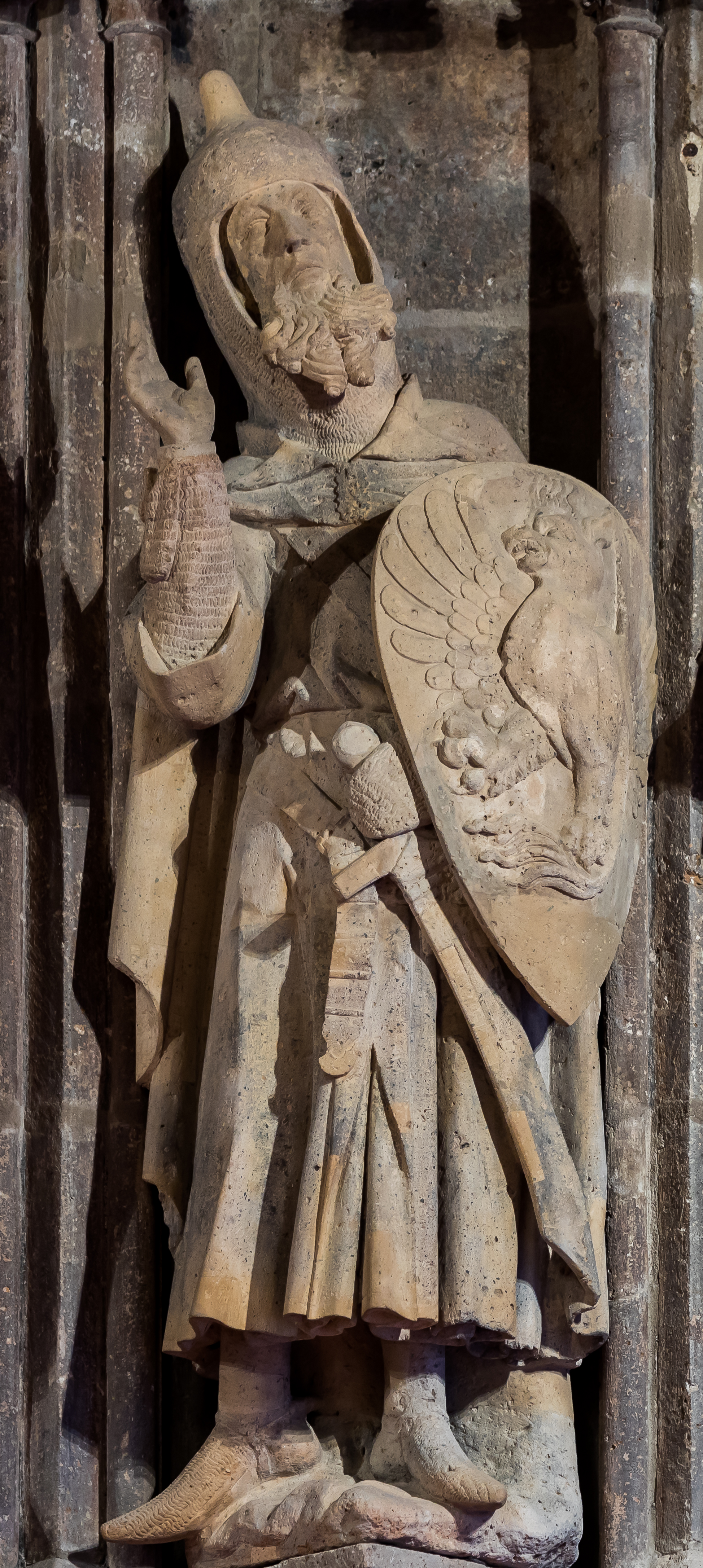
Judas Makkabäus als einer der Neun guten Helden (Hansasaal, Kölner Rathaus)

Für mittelalterliche christliche Theologen ergänzten sich 1. und 2. Makkabäerbuch: Hier die militärisch erfolgreichen Makkabäerbrüder, dort die Sieben Brüder, die mit ihrer Mutter den Märtyrertod sterben. Den makkabäischen Märtyrern wurden Kirchen und Altäre geweiht (so besaß z. B. die Kirche auf dem Greesberg in Köln Reliquien der makkabäischen Märtyrer), Judas Makkabäus als Hauptfigur des 1. Makkabäerbuchs hatte als einer der Neun guten Helden Vorbildfunktion (so ist er z. B. als Plastik im Hansasaal des Kölner Rathauses dargestellt). Judas Makkabäus galt seit dem 9. Jahrhundert als idealer Krieger. Widukind von Corvey entnahm den Makkabäerbüchern religiöse Deutungsmuster für seine Darstellung der Dynastie der Ottonen. In besonderer Weise wurde die Makkabäerthematik von den Chronisten der Kreuzzüge aufgegriffen. Fulcher von Chartres verglich die militärischen Erfolge des Ersten Kreuzzugs mit den Siegen der Makkabäer. Raymund von Aguilers nutzte Details aus den Schlachtenbeschreibungen des 1. Makkabäerbuchs, um die Siege der Kreuzfahrer darzustellen. Ein Beispiel ist die Belagerung Antiochias, bei der sich 700 Kreuzfahrer einem riesigen türkischen Heer entgegenstellen. Sie müssen nicht kämpfen, denn ihre Waffen reflektieren die Sonnenstrahlen und stürzen die Feinde in Verwirrung. Dieses Element fand Raymund in 1 Makk 6,39 .

### Be Ye Men of Valour
Ein Echo der mittelalterliche Tradition findet sich noch in der Verwendung eines Zitats aus dem 1. Buch der Makkabäer in der Rede Winston Churchills vom 19. Mai 1940 Be Ye Men of Valour:

„Heute ist das Trinitiatisfest. Vor Jahrhunderten wurden Worte geschrieben, auf dass sie den getreuen Dienern der Wahrheit und Gerechtigkeit ein Ruf und Ansporn seien: ‚Wappnet euch und seid tapfere Männer, und seid bereit zum Streite: denn es ist besser, im Kampfe umzukommen, als den Frevel anzusehen, der unserem Volke und unseren Altären angetan wird. Wie es Gott im Himmel will, so geschehe es.‘“

Churchill zitierte hier 1 Makk 3,58–60 . Der Teil „seid tapfere Männer“ (englisch be ye men of valour) dieses Zitates wurde Namensgeber der gesamten Ansprache.

### Händels Makkabäer-Oratorien
Georg Friedrich Händels populärstes Oratorium Judas Maccabaeus, komponiert im Sommer 1746 nach einem Libretto von Thomas Morell, beglückwünschte Wilhelm August, den Herzog von Cumberland zu seinem Sieg über die aufständischen Jakobiten. Morell hielt sich an die Handlung des 1. Makkabäerbuchs, die er aber in Szenen gliederte und kürzte. Eine Besonderheit von Morells Libretto gegenüber seinen antiken Quellen ist, dass der prophetisch begabte Simon Makkabäus auf die Klage des jüdischen Volkes eine göttliche Antwort vorträgt (Rezitativ: I feel the Deity within und Arie: Arm, arm ye brave). In seiner Arie werden die Kriegsziele, Verteidigung von nation, religion, and laws, in aller Form durch eine Offenbarung der Gottheit, die zwischen den Cherubim thront, legitimiert. Der „Eifer“, ein wichtiges Motiv im 1. Makkabäerbuch und dort als menschliche Entscheidung zur Aktion verstanden, wird in Händels Libretto zu einem göttlichen Gebot: Arm, arm ye brave! a noble cause, the cause of Heav’n your zeal demands. Die Schlachten des Judas sind jeweils zwischen den drei Akten zu denken; die Stimmung der Bevölkerung schwankt zwischen Siegesjubel und neuer Angst, bis Judas als endgültiger Sieger heimkehrt. Händel komponierte „einfache Kollektivstimmungen“ und traf damit den Publikumsgeschmack im puritanischen England. Judas Maccabaeus wurde am 1. April 1747 im Theatre Royal in Covent Garden uraufgeführt. Händel schuf mit Alexander Balus (1747) noch ein weiteres Siegesoratorium, dem ein Stoff des 1. Makkabäerbuchs (Kapitel 10–11) zugrunde liegt.

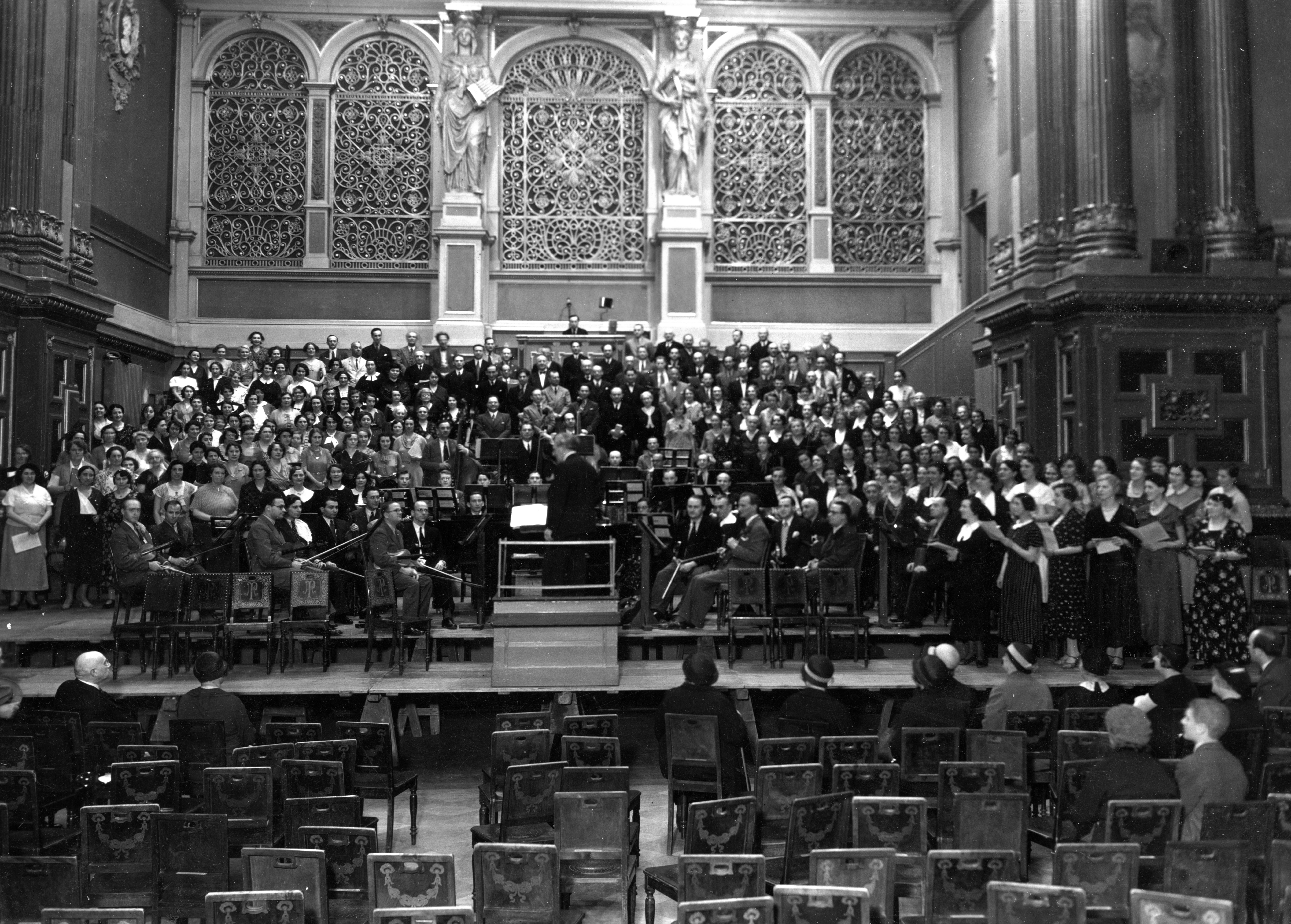
Kurt Singer dirigiert Judas Maccabaeus mit dem Orchester des Kulturbunds Deutscher Juden in der Berliner Philharmonie (1934)

Im 19. Jahrhundert wurde der britische Staatsbürger Händel im deutschsprachigen Raum nationalistisch vereinnahmt, im Kulturkampf galt er außerdem als deutscher Protestant par excellence. In diesem Zusammenhang stieg Judas Maccabäus (mit deutschem Text) zum üblichen Festoratorium auf. Neben die Werkausgabe treten Klavierauszüge für den praktischen Gebrauch. Besonders populär wurde eine Neubearbeitung von Hermann Stephani (Leipzig 1917). Stephani hatte die Tendenz, Bezüge auf das Judentum zu tilgen: aus „Juda“ wurde „Volk“ oder „Heimat“, aus „die Herzen von Juda“: „dies Volk, dein eigen.“ Dieser Trend setzte sich bei Stephani nach 1933 verstärkt fort, nun wurde aus Judas Makkabäus „der Helden Bester“, und der Titel wurde geändert zu „Der Feldherr.“ Alfred Rosenberg hatte 1935 dazu aufgerufen, das zu nutzen, was in Händels Werk nicht zeitbedingt sei, sondern in den Konflikten der eigenen Gegenwart „fruchtbar und lebensgestaltend“ eingebracht werden könne. In bearbeiteter Form benutzte die NS-Propaganda Händels Judas Maccabaeus: C. G. Harke und Johannes Klöcking verlegten die Handlung des Oratoriums, das nun Wilhelmus von Nassauen hieß, in die Niederlande des 16. Jahrhunderts und meinten damit die eigentliche Intention Händels getroffen zu haben: In der Arie Arm, arm ye brave! verwende dieser die Motive altdeutscher Feldmusik. Wilhelmus von Nassauen wurde symbolträchtig am 7. März 1936 (Besetzung des Rheinlands) als „großdeutsches Dankgebet“ uraufgeführt.
In den Jüdischen Kulturbünden wurden Händels Oratorien und hier vor allem Judas Maccabaeus häufig aufgeführt. Die das Oratorium prägende Kombination der Themen Religion (Lichterfest) und Politik (Freiheitskampf) wurden vom Publikum als relevant und aktuell empfunden. Die Ghettoisierung der jüdischen Kulturarbeit durch die NS-Diktatur schränkte die Liste der Komponisten, die gespielt werden durften, allerdings immer weiter ein; 1938 wurden auch Händels Werke verboten. Im KZ Theresienstadt bedauerte Kurt Singer 1943, dass ein Requiem von Verdi aufgeführt worden war und nicht ein Händelsches Oratorium:

„Die gesamte Helden- und Leidensgeschichte Israels ist in Händels Oratorien niedergelegt. […] Wenn nicht jetzt, wann denn? Wenn nicht in Theresienstadt, wo sonst? Es gibt kein Land und keine Stadt in Europa, in der ein Israel oder Judas Maccabäus aufgeführt werden könnte. Nur Theresienstadt hatte diese Chance. Sie wurde nicht genutzt.“

### Textausgaben
- Alfred Rahlfs, Robert Hanhart: Septuaginta: Id Est Vetus Testamentum Graece Iuxta LXX Interpretes. Deutsche Bibelgesellschaft, Stuttgart 2006, ISBN 3-438-05119-2.
- Werner Kappler: Maccabaeorum liber I. (= Septuaginta: Vetus Testamentum Graecum. 9/1). 3. Auflage. Vandenhoeck & Ruprecht, Göttingen 1990.
- Wolfgang Kraus, Martin Karrer (Hrsg.): Septuaginta Deutsch. Das griechische Alte Testament in deutscher Übersetzung. Deutsche Bibelgesellschaft, Stuttgart 2009, ISBN 978-3-438-05122-6 (Wissenschaftliche Übersetzung des 1. Makkabäerbuchs durch Michael Tilly).

### Überblicksdarstellungen
- Jan Willem van Henten: Makkabäerbücher. In: Religion in Geschichte und Gegenwart (RGG). 4. Auflage. Band 5, Mohr-Siebeck, Tübingen 2002, Sp. 702–705.
- Klaus-Dietrich Schunck: Makkabäer/Makkabäerbücher. In: Theologische Realenzyklopädie (TRE). Band 21, de Gruyter, Berlin / New York 1991, ISBN 3-11-012952-3, S. 736–745.
- Helmut Engel: Die Bücher der Makkabäer. In: Christian Frevel (Hrsg.): Einleitung in das Alte Testament. 9., aktualisierte Auflage. Kohlhammer, Stuttgart 2016, ISBN 978-3-17-030351-5, S. 389–406.
- Angelika Berlejung: 1. Makkabäerbuch. In: Jan Christian Gertz (Hrsg.): Grundinformation Altes Testament. 6., überarbeitete und erweiterte Auflage.  Vandenhoeck & Ruprecht, Göttingen 2019, ISBN 978-3-8252-5086-7, S. 570–576.
- Michael Tilly: Makkabaion 1 / Das erste Buch der Makkabäer. In: Siegfried Kreuzer (Hrsg.): Handbuch zur Septuaginta / Handbook of the Septuagint LXX.H. Band 1. Gütersloher Verlagshaus, Gütersloh 2016, ISBN 978-3-579-08100-7, S. 299–305.

### Kommentare
- Michael Tilly: 1 Makkabäer (Herders Theologischer Kommentar zum Alten Testament). Herder, Freiburg im Breisgau 2015, ISBN 978-3-451-26822-9.
- Stephanie von Dobbeler: Die Bücher 1, 2 Makkabäer (= Neuer Stuttgarter Kommentar. Altes Testament. 11). Katholisches Bibelwerk, Stuttgart 1997, ISBN 3-460-07111-7.
- Werner Dommershausen: 1 Makkabäer, 2 Makkabäer (= Die Neue Echter Bibel. Lieferung 12). 2. Auflage. Echter, Würzburg 1995, ISBN 3-429-00955-3.

### Einzelaspekte
- Johannes Christian Bernhardt: Die Jüdische Revolution. Untersuchungen zu Ursachen, Verlauf und Folgen der hasmonäischen Erhebung (= Klio. Beiträge zur Alten Geschichte. Beihefte. Neue Folge. 22). De Gruyter, Berlin 2017, ISBN 978-3-05-006481-9 (Rezension: Daniel R. Schwartz, sehepunkte.de).
- Katell Berthelot: Reclaiming the Land (1 Maccabees 15:28-36): Hasmonean Discourse between Biblical Tradition and Seleucid Rhetoric. In: Journal of Biblical Literature 133/3 (2014), S. 539–559.
- Elias Bickermann: Der Gott der Makkabäer. Untersuchungen über Sinn und Ursprung der makkabäischen Erhebung. Schocken, Berlin 1937 (online).
- Francis Borchardt: The Torah in 1 Maccabees: A Literary Critical Approach to the Text. De Gruyter, Berlin u. a. 2014. ISBN 978-3-11-032298-9.
- Benedikt Eckhardt: Ethnos und Herrschaft. Politische Figurationen judäischer Identität von Antiochos III. bis Herodes I. (= Studia Judaica. Forschungen zur Wissenschaft des Judentums. 72). De Gruyter, Berlin 2013, ISBN 978-3-11-030895-2.
- Robert Hanhart: Zur Zeitrechnung des I. und II. Makkabäerbuches (= Beihefte zur Zeitschrift für die alttestamentliche Wissenschaft. 88). De Gruyter, Berlin 1964.
- Sylvie Honigman: Tales of High Priests and Taxes. The Books of the Maccabees and the Judean Rebellion against Antiochos IV. University of California Press, Oakland 2014, ISBN 978-0-520-38314-2.
- Hermann Lichtenberger: Geschichtsschreibung und Geschichtserzählung im 1. und 2. Makkabäerbuch. In: Eve-Marie Becker (Hrsg.): Die antike Historiographie  und die Anfänge der christlichen Geschichtsschreibung (= Beihefte zur Zeitschrift für die neutestamentliche Wissenschaft. 129). De Gruyter, Berlin  2005, S. 197–212.
- Gabriela Signori (Hrsg.): Dying for the Faith, Killing for the Faith. Old-Testament Faith-Warriors (1 and 2 Maccabees) in Historical Perspective (= Brill’s Studies in Intellectual History. 206). Brill, Leiden 2012, ISBN 978-90-04-21104-9.
- Géza G. Xeravits, József Zsengellér (Hrsg.): The Books of the Maccabees: History, Theology, Ideology. Papers of the Second International Conference on the Deuterocanonical Books, Pápa, Hungary, 9–11 June, 2005 (= Supplements to the Journal for the Study of Judaism. 118). Brill, Leiden 2007, ISBN 978-90-04-15700-2.

### Forschungsgeschichte
- David S. Williams: Recent research in 1 Maccabees. In: Currents in Research, Biblical Studies 9 (2001), S. 169–184.
- Benedikt Eckhardt: Die „hellenistische Krise“ und der Makkabäeraufstand in der neueren Diskussion. In: Theologische Literaturzeitung 143/10 (2018), Sp. 983–998 (online).